# Разъезд 9 км (Казахстан)
Разъезд 9 км (каз. Разъезд 9 км) — упразднённый населённый пункт в Жарминском районе Восточно-Казахстанской области Казахстана. Ликвидирован в 2009 году. Входил в состав Жангизтобинской поселковой администрации. Код КАТО — 634457105.

## Население
В 1999 году население разъезда составляло 45 человек (24 мужчины и 21 женщина). По данным переписи 2009 года на разъезде проживало 46 человек (24 мужчины и 22 женщины).

## Известные уроженцы
- Роза Рымбаева